# Garantismo
Il termine garantismo indica una concezione politica che sostiene la tutela delle garanzie costituzionali del cittadino da possibili abusi da parte del potere pubblico.

## Garantismo come tutela delle garanzie costituzionali
Già nell'enunciare il principio della sovranità popolare Rousseau dichiarava che esso "equivale a una garanzia negativa, cioè al divieto per chiunque di usurparla: significa che essa, appartenendo al popolo intero, non appartiene a nessun altro e nessuna singola persona o gruppo di persone — monarca o parlamento, presidente eletto dal popolo o assemblea rappresentativa — può appropriarsene".
La parola fu coniata nel XIX secolo dal filosofo francese Charles Fourier per designare uno stadio dell'evoluzione civile che preludeva alla realizzazione di una perfetta e armonica società comunitaria. Nel suo progetto politico, Fourier intendeva il garantismo come un sistema di sicurezza sociale volto a salvaguardare i soggetti più deboli, fornendo loro le garanzie dei diritti basilari, a partire da quelli relativi alla sussistenza.
Nella lingua italiana il termine è entrato in uso nel secolo successivo e con un significato del tutto diverso da quello attribuitogli inizialmente da Fourier. Riprendendo le teorie di Benjamin Constant, che già nel 1820 sosteneva l'esigenza di tutelare sul piano costituzionale i diritti fondamentali dell'individuo (la libertà personale, la libertà di stampa, la libertà religiosa e infine l'inviolabilità della proprietà privata), Guido De Ruggiero affermò nel 1925 che il garantismo è la concezione della libertà politica come "libertà dell'individuo dallo Stato e di fronte allo Stato” e pose ad esempio l'esperienza costituzionale inglese. 
Nel 1962 il politologo Giovanni Sartori  fa riferimento alla concezione giuridico-politica dello stato di diritto, l'unico in grado di garantire le libertà fondamentali degli individui.
Nelle Costituzioni moderne, con l'espressione «garanzie costituzionali» "si
allude di solito alla rigidità della Costituzione, cioè alla non modificabilità dei principi, dei diritti e degli istituti da essa previsti, se non con procedure di revisione
aggravate, e al controllo giurisdizionale di incostituzionalità sulle leggi ordinarie con essi in contrasto".

## Garantismo come tutela dell'individuo sottoposto ad azione giudiziaria
Accanto a questa accezione del termine, negli anni 1970 si sviluppò un nuovo concetto di garantismo, legato al rispetto di una serie di diritti nel campo della procedura penale e incentrato sull'accertamento oggettivo della verità dei fatti, al di là di qualsiasi manipolazione e da qualsiasi arbitrio da parte del potere politico o giudiziario. In risposta alla legislazione d'emergenza con cui la politica italiana tentava di fronteggiare il fenomeno del terrorismo, i giuristi d'orientamento progressista teorizzarono il primato dei diritti individuali di immunità e di libertà di fronte al potere punitivo dello Stato. Significative a questo proposito le tesi di Luigi Ferrajoli, che riassumono, in dieci principi generali, un sistema di garanzie nella giustizia penale:
1. nessuna pena senza reato (principio di consequenzialità della pena al reato)
2. nessun crimine senza legge (principio di legalità)
3. nessuna legge penale senza necessità (principio di economia del diritto penale)
4. nessuna necessità di legge penale senza danno (principio della offensività dell'evento)
5. nessun danno senza azione (principio di materialità o esteriorità dell'azione)
6. nessuna azione senza colpa (principio di colpevolezza o della responsabilità personale)
7. nessuna colpa senza processo (principio di giurisdizionalità)
8. nessun processo senza accusa (principio della separazione tra giudice e accusa)
9. nessuna accusa senza prova (principio dell'onere della prova)
10. nessuna prova senza difesa (principio del contraddittorio)[11].

Le prime sei rappresentano garanzie penali sostanziali, le ultime quattro sono garanzie processuali. Tali garanzie processuali costituiscono il nucleo di un più ampio, e non solo penale, garantismo giudiziario.
I principi fondamentali del garantismo giudiziario sono costituiti da:
- garanzia dagli arresti arbitrari
- habeas corpus (cioè immediata comunicazione dei motivi dell'arresto e celere presentazione al magistrato, perché possa eventualmente decidere la messa in libertà)
- principio del contraddittorio, diritto alla difesa e partecipazione del difensore a tutte le fasi del procedimento penale
- limitazione dei casi di carcerazione preventiva
- presunzione di innocenza fino alla condanna definitiva
- condanna soltanto dopo una acquisizione di prove del tutto convincente (inammissibilità dei processi indiziari).

Il processo penale che contempla l'insieme degli istituti garantistici configura il c.d. "giusto processo" (in inglese fair trial o due process of law). La diffusione della cultura garantistica deriva in larga parte dalla Convenzione Europea dei Diritti dell'Uomo (CEDU) del 1950, il cui art. 6 definisce il diritto al giusto processo, descrivendone i principali istituti garantistici.

## Opposizione
Il concetto trova il suo opposto nella passione punitiva: il populismo giustizialista comporta l’accantonamento del principio di stretta legalità e, con esso, del sistema delle garanzie a tutela dell'imputato. Nelle società di massa si esprime così un atteggiamento da "giustiziere" che si è diffuso contro i reati - o presunti tali - politici (cfr. Giustizia politica) ed economici contro la pubblica amministrazione, o di grande clamore mediatico (criminalità organizzata o delitti efferati specie contro soggetti deboli). Anche quando è partito dal "populismo giudiziario" esso è andato degenerando in un populismo penale nel quale "le inchieste e le condanne, come ha riconosciuto uno spettatore simpatetico come Alessandro Pizzorusso, hanno contribuito loro malgrado ad aggravare la crisi costituzionale" delle democrazie moderne.
Una posizione più equilibrata rifiuta di abbandonare il principio di legalità e il diritto di difesa e si limita ad esigere l'accertamento dei fatti e condanne adeguate nella piena attuazione della legalità e senza scappatoie quando l'imputato risulta colpevole con prove attendibili. D'altronde la prontezza ed effettività della pena non è contraria ai principi garantisti ed umanitari, anzi è indispensabile per garantire i diritti fondamentali contro lesioni e aggressioni da parte di terzi. Invece un garantismo distorto a tal modo da facilitare l'impunità dei criminali e bloccare l'attuazione del diritto impedisce la tutela dei diritti fondamentali di altre persone. Si pone dunque la questione di un garantismo per tutti e non a senso unico.